# Viguieranthus pervillei
Viguieranthus pervillei là một loài thực vật có hoa trong họ Đậu. Loài này được (Drake) Villiers miêu tả khoa học đầu tiên.